# Athletes
Athletes este un gen de molii din familia Saturniidae. 

## Specii
- Athletes albicans Rougeot, 1955
- Athletes ethra (Westwood, 1849)
- Athletes gigas (Sonthonnax, 1902)
- Athletes nyanzae Rebel, 1904
- Athletes semialba (Sonthonnax, 1904)